# Agaya Ganga
Agaya Ganga är ett vattenfall i Indien.   Det ligger i delstaten Tamil Nadu, i den södra delen av landet, 1 900 km söder om huvudstaden New Delhi. Agaya Ganga ligger 921 meter över havet.